# Louis Crahay
Louis Crahay (Maastricht, 2 oktober 1834 - Brussel, 27 maart 1904) was een Belgisch magistraat.

## Biografie
Louis Crahay was een zoon van natuurkundige en hoogleraar Jacques-Guillaume Crahay en Marie Cavelier, dochter van de in Parijs geboren Maastrichtse bibliothecaris en boekhandelaar François Cavelier. Hij trouwde met een dochter van Edouard Berten, luitenant-generaal en minister van Oorlog.
Hij liep school in Leuven en studeerde aan de Katholieke Universiteit Leuven, waar hij in 1858 met de hoogste onderscheiding tot doctor in de rechten promoveerde. Vervolgens werd hij advocaat bij het hof van beroep in Brussel. Hij was achtereenvolgens:
- vrederechter in Maaseik (1864),
- rechter in de rechtbank van eerste aanleg in Hasselt (1867),
- procureur des Konings (1871),
- raadsheer in het hof van beroep in Luik (1874),
- raadsheer in het Hof van Cassatie (1888).

In 1868 werd Crahay lid van de Koninklijke Commissie voor de uitgave der oude wetten en verordeningen van België, waar hij in 1894 Charles Faider als voorzitter opvolgde. Na zijn overlijden in 1904 volgde Thierry de Limburg Stirum hem in deze functie op. Hij was nauw betrokken bij de door de Commissie uitgegeven werken en de uitgave van de statuten en recessen van Maaseik. In 1889 werd hij tevens lid van de Commissie voor de herziening van het Burgerlijk Wetboek en schreef hij mee aan de Code de police belge.

## Publicaties (selectie)
- Coutumes du comté de Looz, de la seigneurie de Saint-Trond et du comté impérial de Reckheim, 3 vol., Brussel, Gobbaerts, 1871-1897.
- Traité des contraventions de police, Brussel, Bruylant, 1874.
- Coutumes de la ville de Maestricht, Brussel, Gobbaerts, 1876.
- Essai sur l'histoire du droit coutumier de l'ancienne ville de Maestricht, Brussel, Gobbaerts, 1876.
- Coutumes du pays de Liége, vol. 3, Brussel, Gobbaerts, 1884. (samen met Stanislas Bormans)
- De la dévolution et de la mainplévie dans le droit coutumier liégeois, Luik, Grandmont-Donders, 1884.
- Coutumes du duché de Limbourg et des pays d'Outre-Meuse, vol. 1, Brussel, Gobbaerts, 1889. (samen met Constant Casier)
- Droit pénal. Du passage de l'homme à cheval ou en voiture sur le terrain d'autui préparé ou ensemencé, Brussel, Larcier, 1895.
- La revision du code civil. Des donations et testaments, Leuven, Institut supérieur de philosophie, 1901.